# جان بيار موكي
جان بيار موكي (بالفرنسية: Jean-Pierre Mocky)‏
```
هو 
مونتير
 
وكاتب سيناريو
 
ومنتج أفلام
 
ومخرج
 
وممثل
 
فرنسي
، ولد في 
6 يوليو
 
1933
 
بنيس
 في 
فرنسا
.
[
8
]
[
9
]
 أخرج خلال مسيرته أكثر من 60 فيلم مع كبار نجوم السينما الفرنسية. توفي في 
8 أغسطس
 
2019
 في منزله 
بباريس،
 وقد ناهز 91 عام.
[
10
]
```

## وصلات خارجية
- جان بيار موكي على موقع IMDb (الإنجليزية)
- جان بيار موكي على موقع ألو سيني (الفرنسية)
- جان بيار موكي على موقع أول موفي (الإنجليزية)
- جان بيار موكي على موقع قاعدة بيانات الأفلام السويدية (السويدية)
- جان بيار موكي على موقع قاعدة بيانات الفيلم (الإنجليزية)
- جان بيار موكي على موقع كينوبويسك (الروسية)